# История аквариумистики
Аквариумистика своими корнями уходит в столь далекое прошлое, что предстоит открыть ещё много страниц в её удивительной истории. Первые упоминания о разведении рыб связаны с Египтом и Ассирией. В Египте уже несколько тысячелетий назад начали разводить африканских тиляпий. Архитекторы Вавилона, в висячих садах Семирамиды создавали открытые декоративные пруды с рыбами ещё в IX в до н. э. Во дворцах для тех же целей устанавливались каменные чаши-бассейны. Разведённые рыбы, прирученные домашние животные принесли человеку лавры царя природы.

## Древний Китай

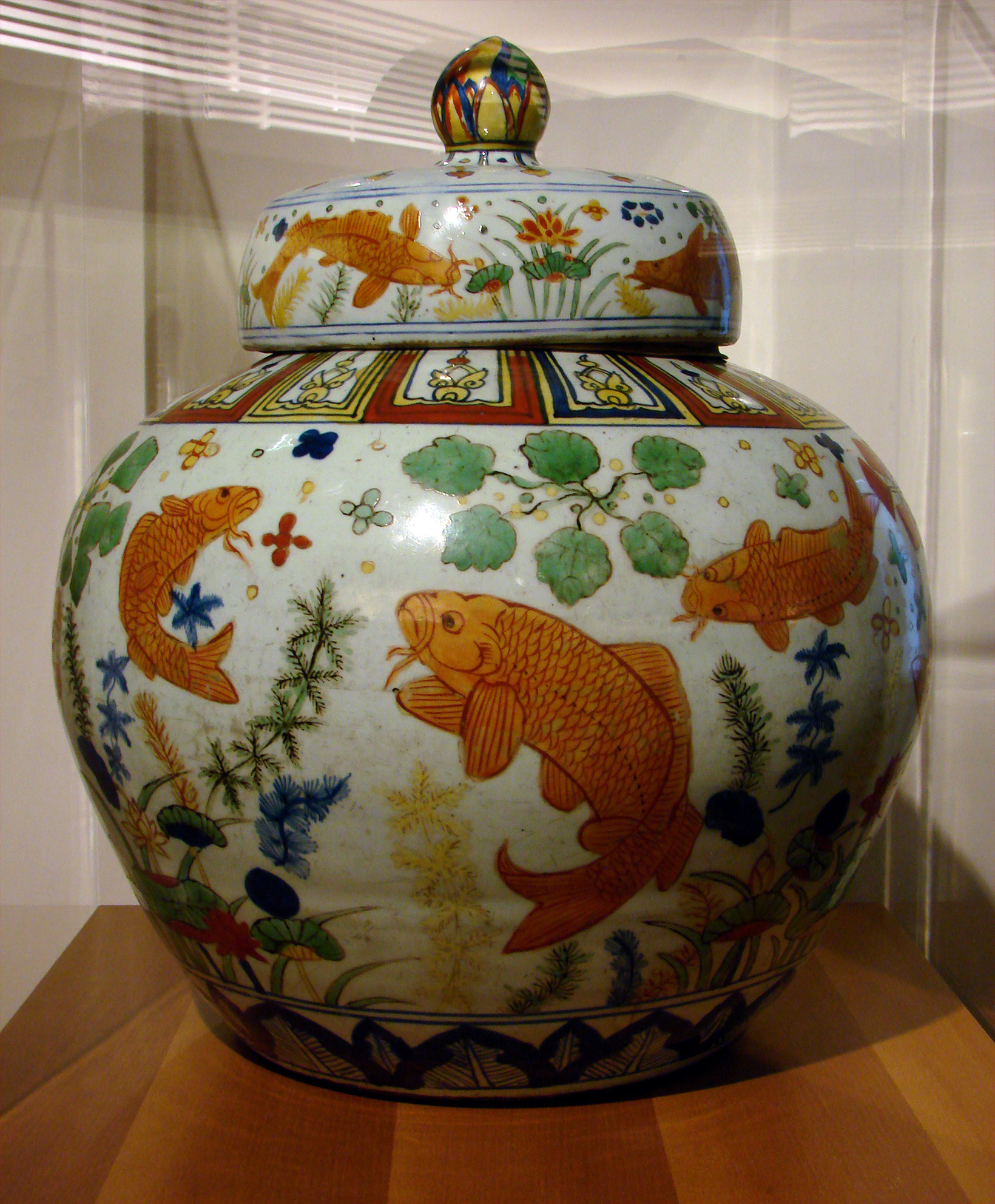
Ваза периода династии Мин, (1522—1566), музей Гиме, Париж

Начало аквариумистике с серьёзным научным подходом по выведению декоративных рыб, было положено в Китае, во время правления династии Тан (618—907 гг.). В буддистских монастырях того времени появились первые золотые рыбки, как результат генетической мутации, отличающаяся от обычного серебряного карася (Carassius auratus), яркой окраской.

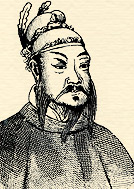
Чжу Юаньчжан (1328—1398), царствовал как император Хунъу (1368—1398)

 Большинство известных сегодня форм золотой рыбки были выведены в период правления династии Мин (1368—1644). Эти рыбки содержались как украшение в открытых прудах или вазах во дворцах императоров. В 1369 году китайский Император Хунъу, организовал производство больших фарфоровых сосудов для того, чтобы держать в них серебряного карася. Постепенно золотые рыбки стали повсеместным увлечением. Для их содержания использовались даже специальные плетёные корзины. Такой метод содержания рыб позволял наблюдение за ними только через поверхность воды. Поэтому, выведенные тогда породы учитывали, прежде всего, привлекательность рыбки для обзора сверху.
Как и многие секреты своих достижений, технологии селекции и разведения золотых рыбок китайцы стремились уберечь от распространения за рубеж.

## Древняя Греция
Научные работы по изучению гидробиологии с описанием известных на тот момент видов рыб были проведены Аристотелем, Теофрастом и Люциусом Апулеем.

## Древний Рим
Декоративные бассейны для содержания рыб, какие устраивали богатые римляне, назывались писцинами. Piscīna — рыбный садок, от латинского pisces — рыба. В этих водоёмах, как правило, сделанных из мрамора, содержали и разводили султанок, сомов, осетров и мурен. На содержание писцин тратились огромные суммы. Писцины чаще всего располагались во внутреннем дворике, который также украшался клумбами, скульптурами, фонтанами, окруженный, как правило, портиками.

## Америка, Европа и Россия
В 1648 году при финансовой поддержке голландской колониальной администрации в Бразилии, в частности Йохана Блансона, губернатора этой голландской колонии (1624—1654), отредактирована и издана «Естественная история Бразилии» (Piso, Willem and Georg Markgraf. 1648. Historia naturalis Brasiliae). Авторы книги немецкий натуралист Георг Маркграф (Georg Markgraf,1610-1644) и голландский врач Виллем Пизон (Willem Piso,1611-1678), находились в голландской Бразилии 1637—1644 годах с группой других натуралистов. В книге опубликованы сведения о истории, географии, флоре, фауне, ботанике, этнографии и медицине, размещено более 400 иллюстраций бразильской природы и дано описание 87 видов амазонских рыб. 

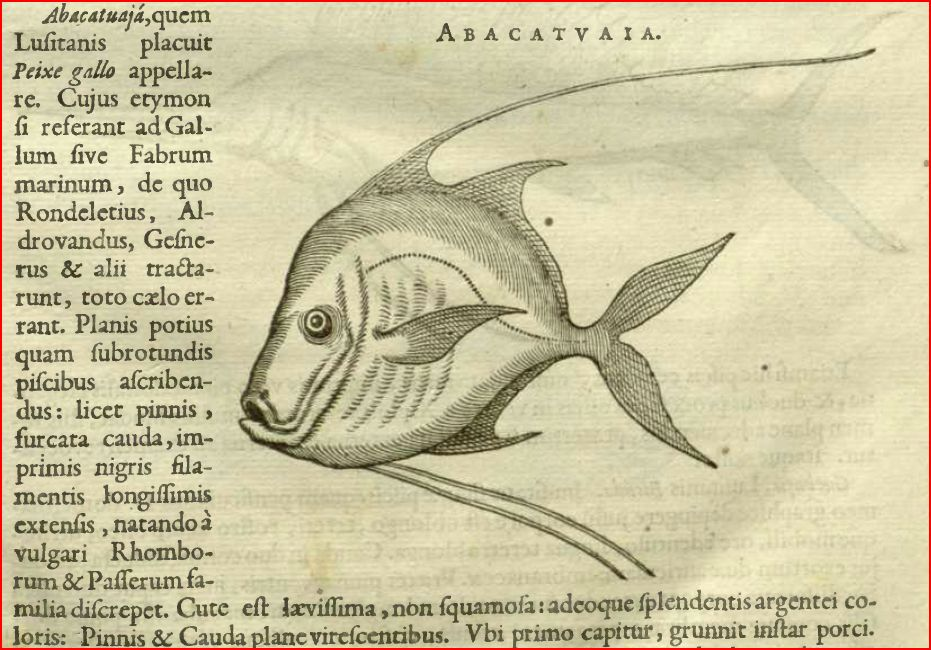
страница из книги «Historia naturalis Brasiliae» 1648 г.

 В 1658 году Willem Piso издал второй вариант Historia naturalis Brasiliae, который дополнил материалами по лекарственной тематике.

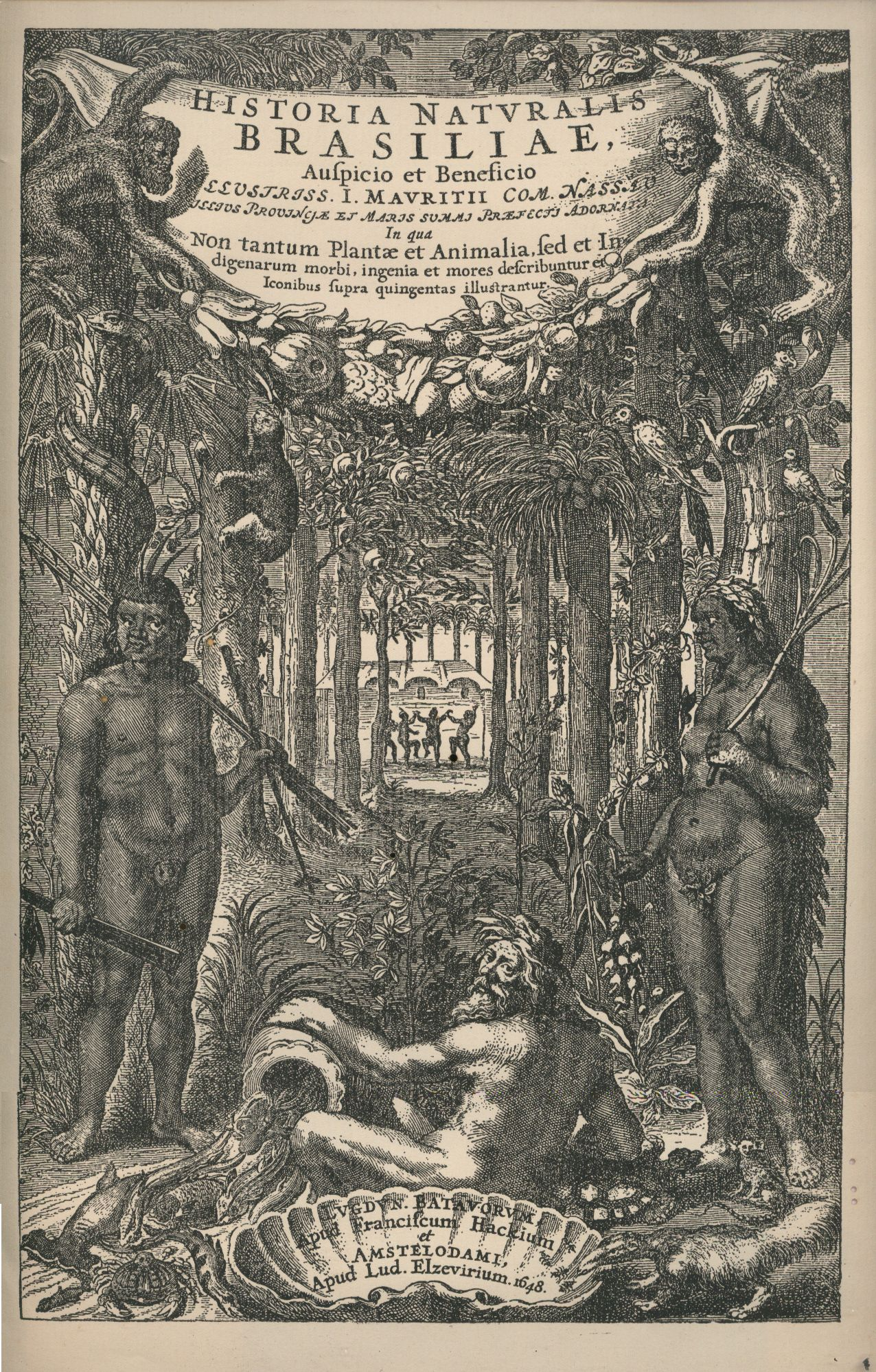
Historia naturalis Brasiliae 1648 г.

В 1728 году в теплицах английского герцога Ричмондского впервые были созданы условия для нереста золотых рыбок, специалистам удалось выкормить мальков.

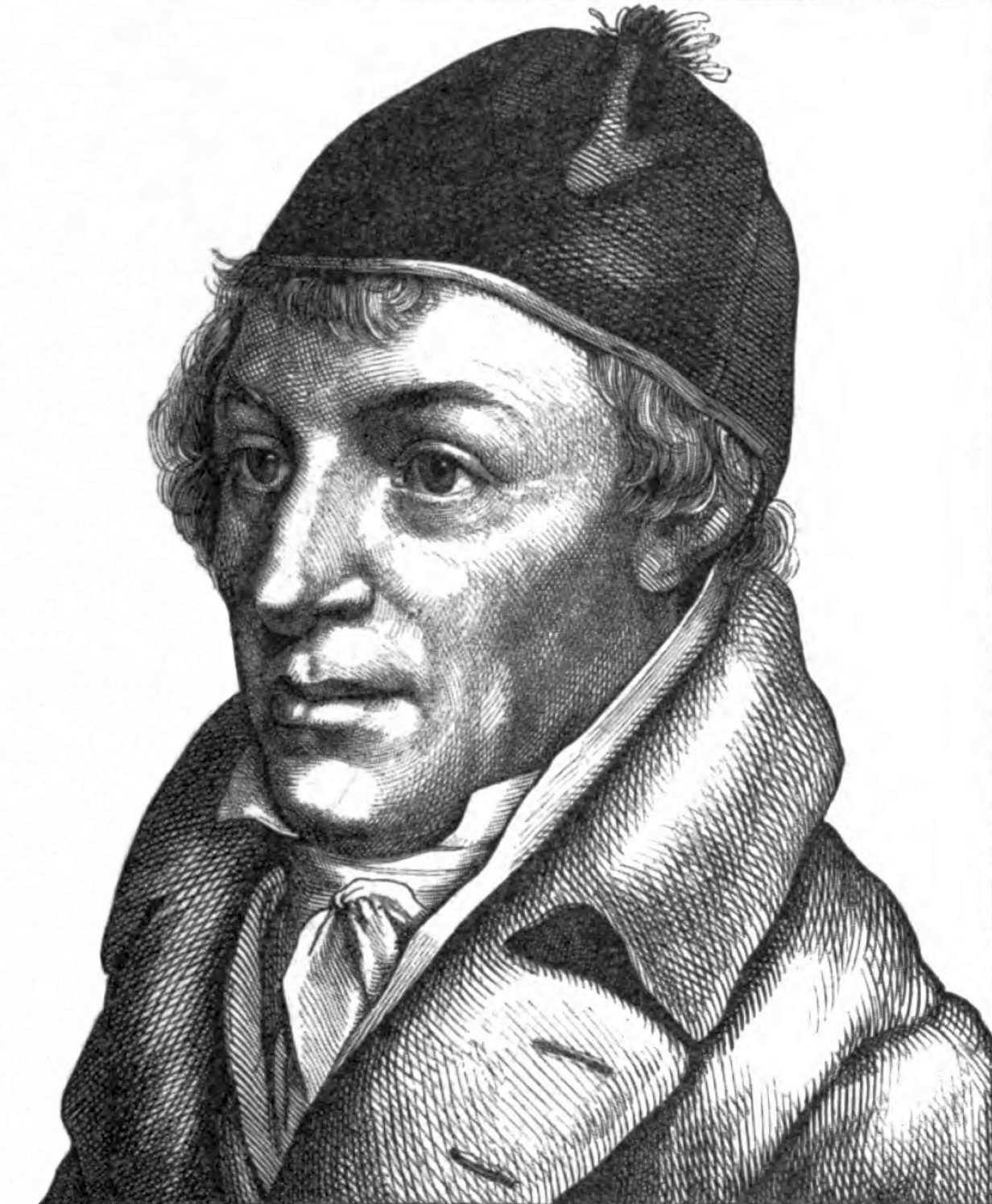
Иоанн-Матвей Бехштейн (1757—1822)

В 1797 году в Тюрингии выходит первая книга «Природная история домашних животных», её автор И. М. Бехштейн (Johann Matthäus Bechstein) описывает как содержать в неволе вьюна и золотую рыбку. Эта книга становится первым руководством по аквариумистике. В то время рыб содержали в банках из стекла и фарфора, деревянных чанах и небольших искусственные прудах.

В 1801 году Джеймс Соверби впервые описал гигантскую водяную лилию — Викторию амазонскую (Victoria amazonica). Интерес к этому растению привел к появлению специальных бассейнов для водных растений в оранжереях. Джеймс Соверби — знаменитый английский натуралист и рисовальщик. Главное его произведение «English Botany», в котором изображены и описаны все растения Великобритании. Это сочинение выходило в течение 24 лет (1790—1814); оно состоит из 36 томов и заключает в себе 2592 раскрашенных таблицы.

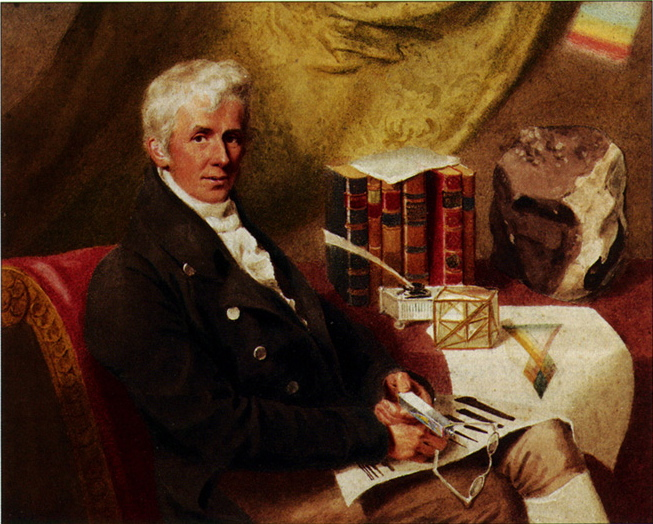
James Sowerby (1757—1822)

В 1834 году «матерью аквариумистики» Жанной Вильпрё-Пауэр были созданы клетки «а-ля Пауэр», которые впоследствии стали аквариумами.
В 1841 году появился первый аквариум (англ. aquarium) в современном понимании этого слова. В аквариуме содержались растения и аквариумные рыбки. Английский учёный Н. Вард (Nathaniel Bagshaw Ward) (1791—1868), известен тем, что в 1829 году начал выращивать растения в стеклянных сосудах и так случайно стал одним из прародителей современного аквариума. Вард поселил в стеклянный сосуд золотых рыбок вместе с растением валлиснерией (Vallisneria L. 1753). Понятно, что изделия из стекла известны человечеству уже более шести тысяч лет и задолго до Варда рыб и растения помещали в стеклянные ёмкости. Но Вард считается изобретателем именно современного аквариума.
В 1844 году открыт Берлинский зоопарк, где только к 1913 году построен аквариум.
В 1848 году Э. Ланкестер успешно содержал и разводил в аквариуме трехиглых колюшек.

В 1849 году в Лондонском зоопарке (англ. London Zoo) прошла первая публичная выставка с экспозицией аквариумных рыб и рептилий. 

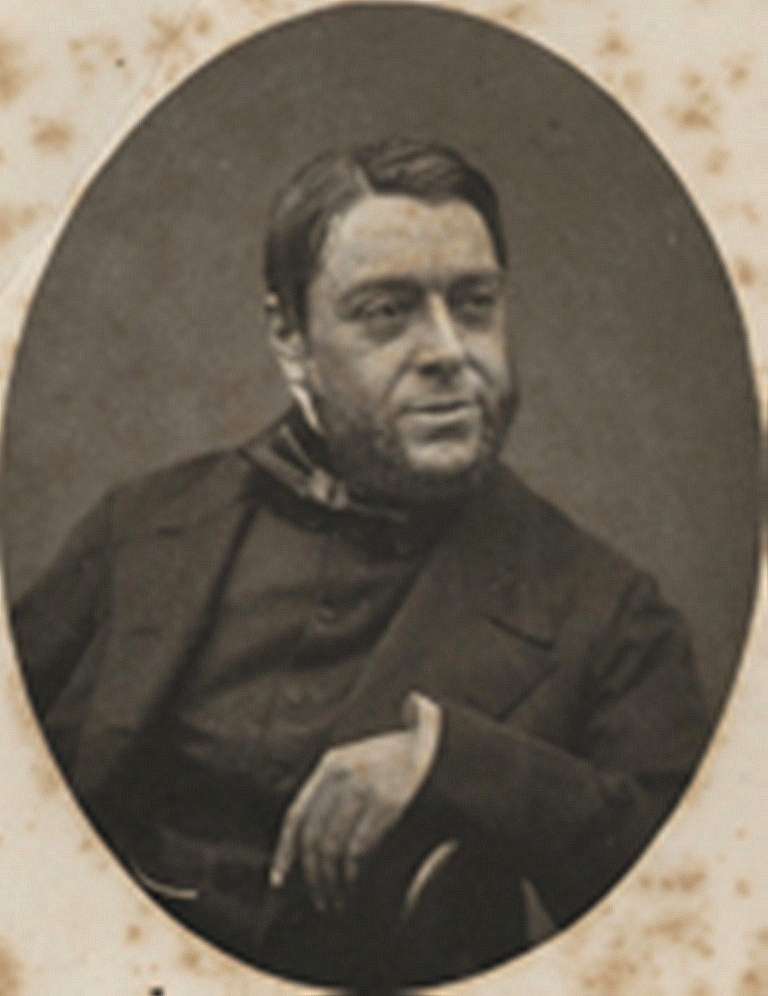
Philip Henry Gosse (1810—1888)

 Организовал эту выставку английский учёный-натуралист Филипп Генри Госсе (Philip Henry Gosse). Через два года эта выставка превратилась в постоянную Лондонскую выставку, которая впоследствии становится первым аквариумом — павильоном.

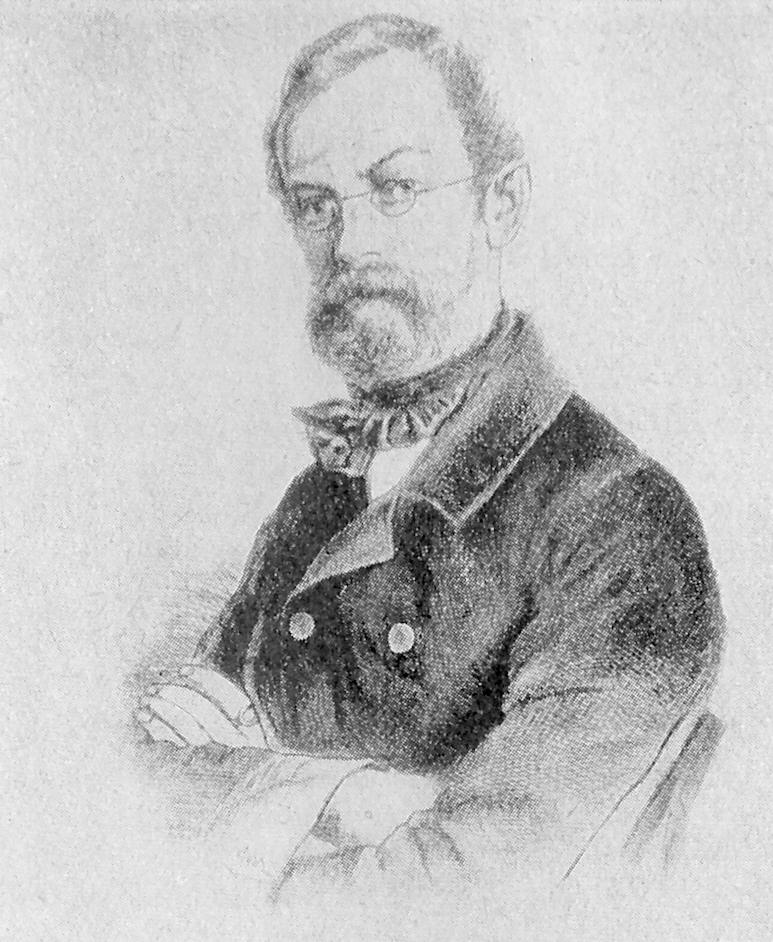
Emil Adolf Roßmäßler (1806—1867)

В 1853 году Э. А. Росмеслер (англ. Emil Adolf Rossmaessler) и Ф. Госсе дали название изобретению Н. Варда. Немецкий естествоиспытатель Эмиль Адольф Россмесслер дал название — «Aquarien». В это же время в трудах Ф. Госсе употребляется слово — «Aquaraum» — «аквариум» (аква — вода, раум — помещение). Открывается первый публичный аквариум в Лондоне.
Интерес к аквариумистике потребовал справочных пособий на эту тему:
Первой книгой можно назвать «Аквариум или Открытые чудеса глубин», профессора Эдинбургского университета Ф. Госсе, изданную в 1854 году. Именем Госсе названа рыбка Apistogramma gossei.
В 1856—1857 годах выходят в свет книги немецкого зоолога Э. А. Россмесслера «Озеро в стекле» («Der See im Glase») и «Пресноводный аквариум».
В 1858 году выходит брошюра Л. Мюллера «Аквариум».
В 1858 году открывается первая морская исследовательская французская станция в Конкарно, в работу которой внёс значительный вклад Кост, Жан-Виктор.
В 1860 году открывается первый материковый морской публичный аквариум в Вене.
В 1861 году открывается публичный аквариум в Париже под названием Société d’Acclimatation.
В 1865 году открываются « Аквариумы» в Нью-Йорке и Бостоне.
В 1868 году открывается станция в Аркашоне. В Вене издана книга профессора медицины Густава Егера (Gustav Jäger) «Жизнь в воде и аквариуме».

В 1869 году в Берлине открывается морской публичный аквариум с искусственной морской водой, построенный на углу Унтер-ден-Линден и Фридрих-штрассе по проекту знаменитого Альфреда Брема (Alfred Edmund Brehm), автора многотомной «Жизни животных». В этом же году французский естествоиспытатель Пьер Карбонье (Pierre Carbonnier) начал разводить первых экзотических рыб: макроподов доставленных из Китая в 1869 и петушков в 1874 годах. 

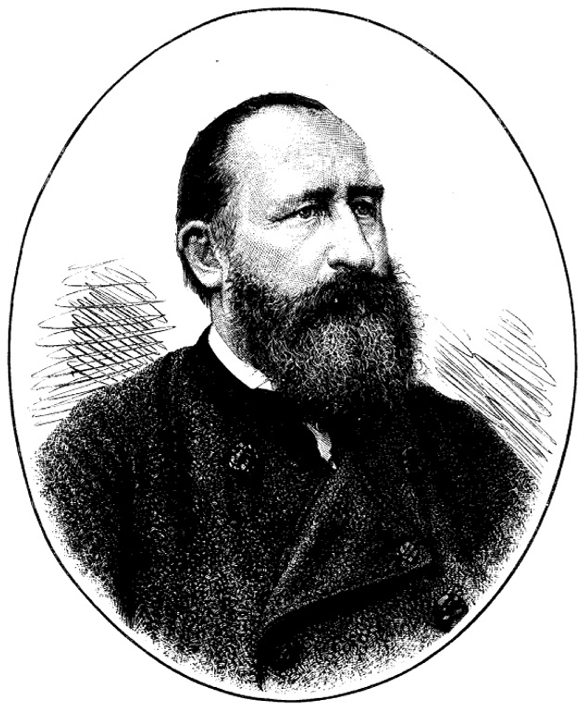
Alfred Edmund Brehm (1829—1884)

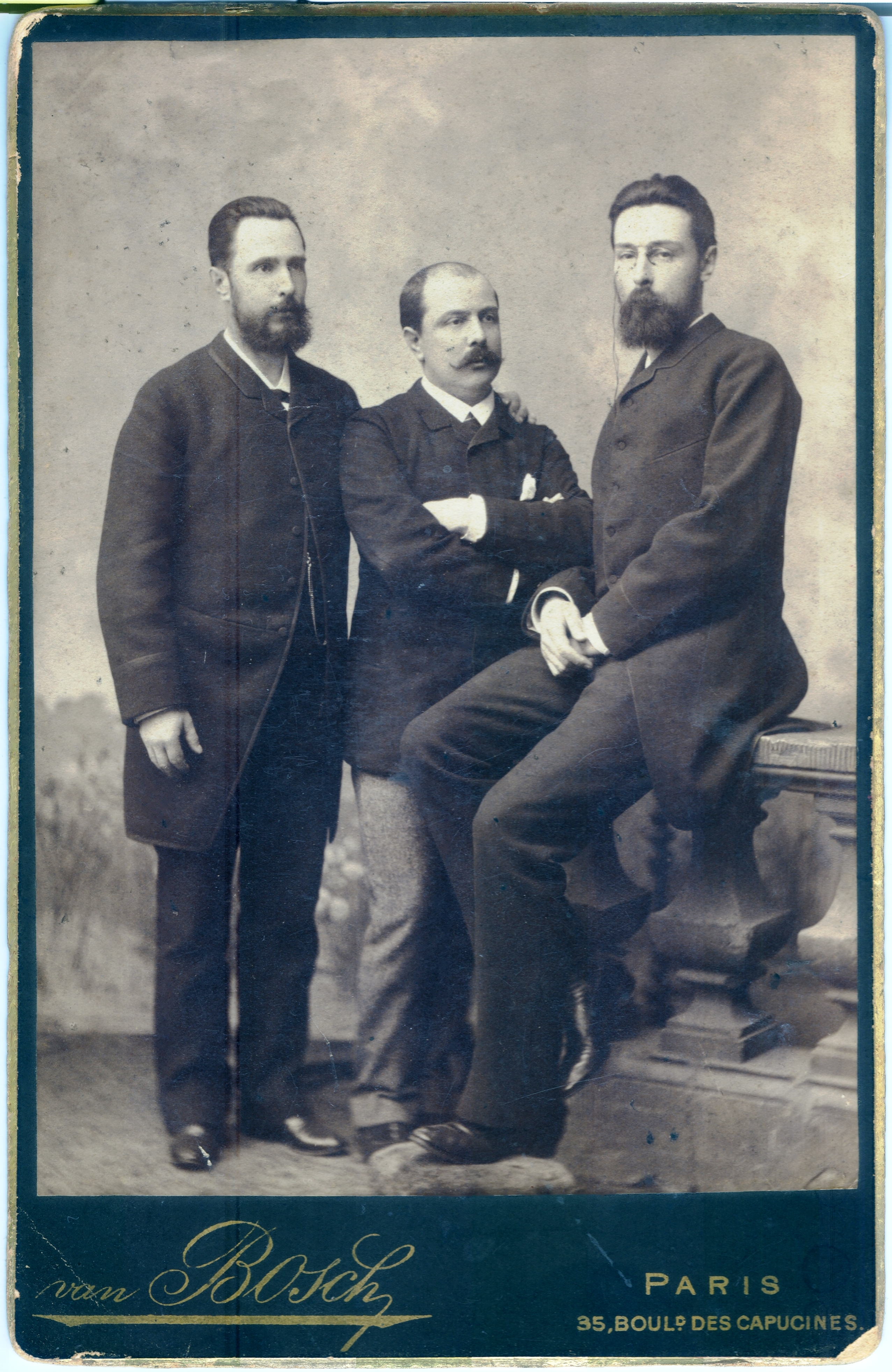
Золотницкий Н. Ф., П. Карбонье и Мещерский А. С.

С середины 1870-х годов начинается широкое строительство зоологических станций. Зоологические станции внесли неоценимый вклад в аквариумистику. Также необходимо отметить важную роль Всемирных выставок в популяризации аквариумистики.
Весной 1871 года была открыта первая в Европе Севастопольская Зоологическая станция, ныне — Институт биологии южных морей им. А. О. Ковалевского Национальной Академии наук Украины.

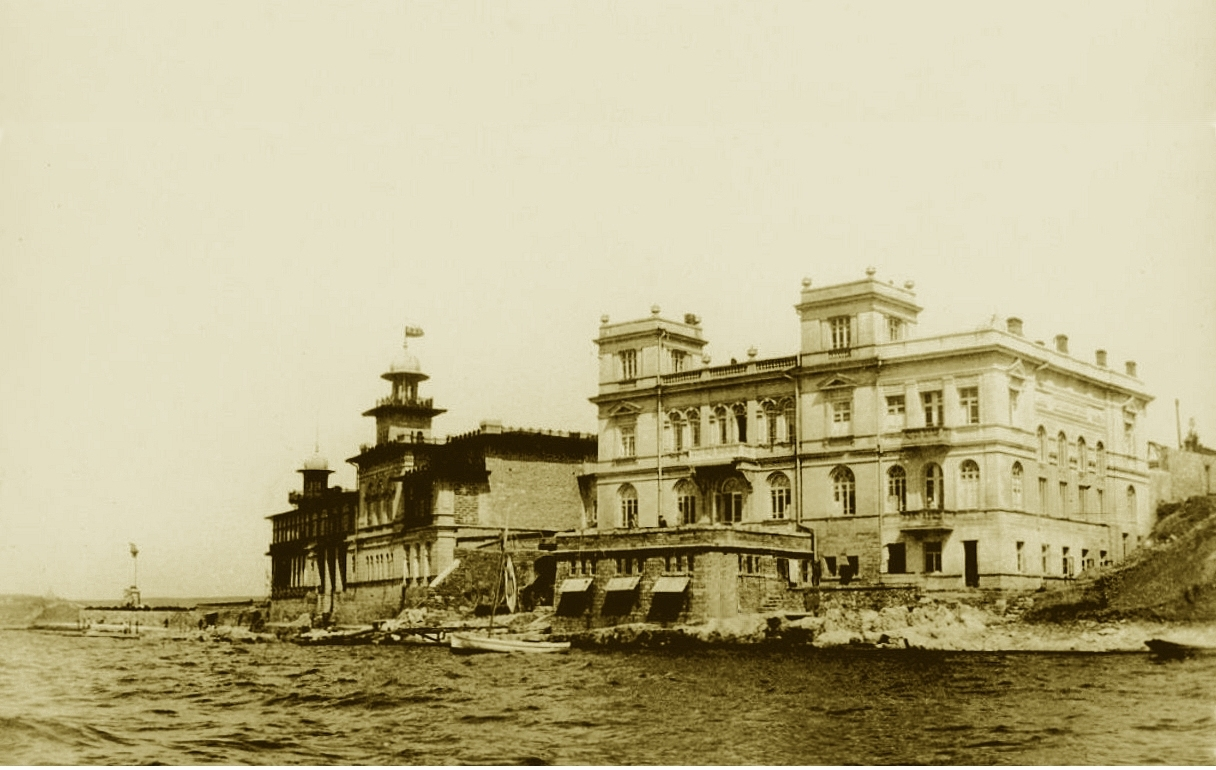
Зоологическая станция в Севастополе, 1911 г.

 А в 1870 году А. Дорном (Anton Dohrn) с Н. Миклухо-Маклаем, в Неаполе началось устройство сегодня наиболее известной зоологической станции, полностью завершенное в 1875 году. В создании Станции Дорну оказывали поддержку многие известные учёные, в их числе Чарльз Дарвин. На этот счёт известна переписка Дорна и Дарвина. Знаменитый публичный аквариум являлся неотъемлемой частью Станции, как важный источник дохода исследовательского учреждения и был открыт в 1874 году. Станция была оснащенная морскими аквариумами для гидробиологических исследований. Зоостанция в Неаполе одна из первых начала регулярно принимать учёных из других стран. В 1871—1872 годах одним из первых известных учёных, занимавшихся исследованиями на Станции был сын врача Эдвина Ланкестера, Эдвин Рей Ланкестер (англ. Edwin Ray Lankester) (1847—1929), английский зоолог и эмбриолог, иностранный член-корреспондент Петербургской Академии наук (1895).
В 1873 году открылась первая морская биологическая лаборатория в Соединённых Штатах, созданная профессором Гарвардского университета Луи Агассисом (Louis Agassiz), известного в том числе своими плодотворными для аквариумистики экспедициями на Амазонку. В честь Луи Агассиса названа одна из самых красочных Южноамериканских цихлид — Apistogramma agassizii.
В 1875 году в Триесте (Адриатическое море) Ф. Э. Шульце (Schulze), и К. Клаусом (Claus) создана австрийская зоологическая станция.
В 1876 году зоологическую станцию в Триесте посетил Зигмунд Фрейд, где по заданию директора станции К. Клауса вел свою первую научную работу по изучению особенностей размножения морских угрей.

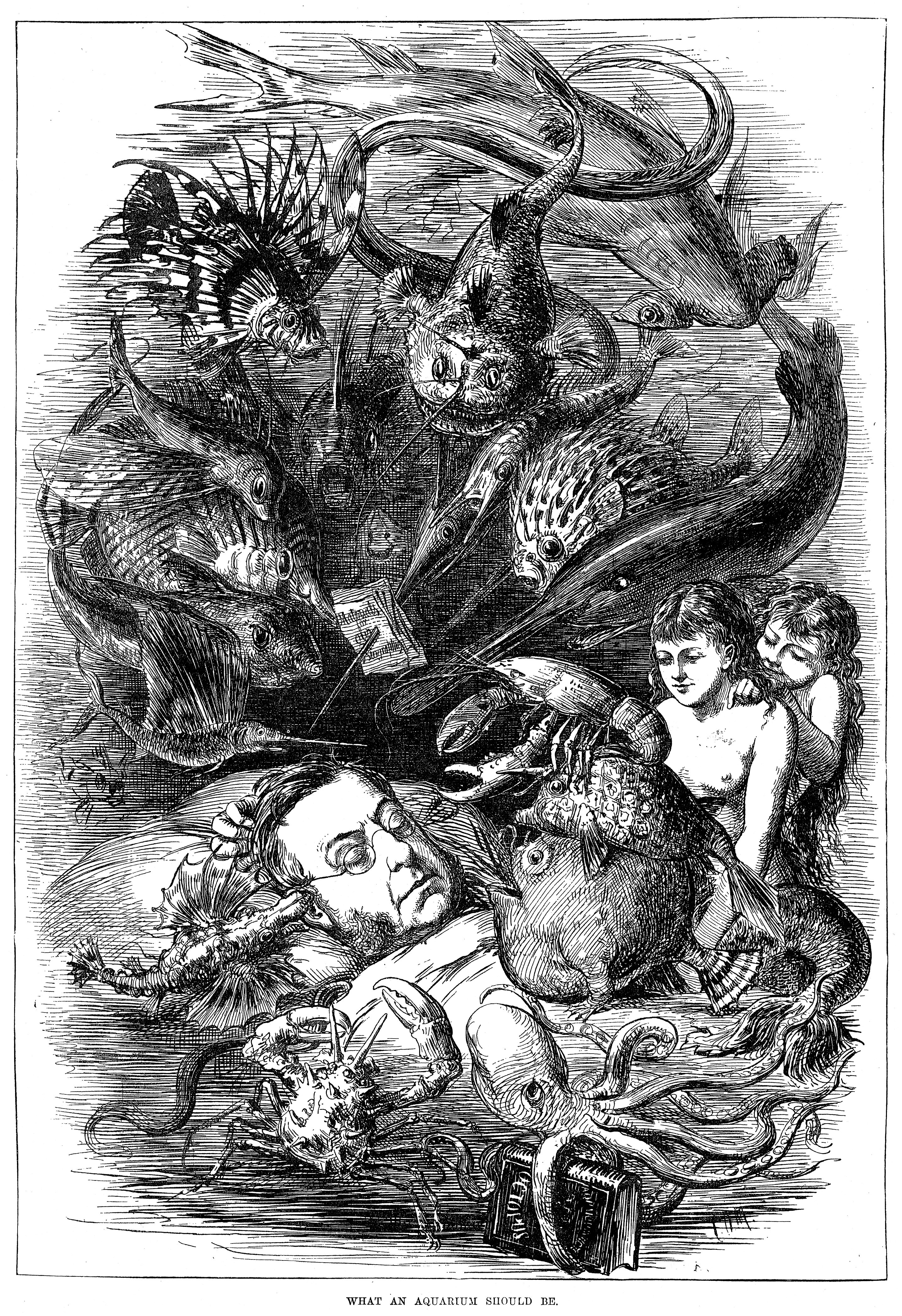
«Каким должен быть аквариум» — Английская гравюра 1876 г.

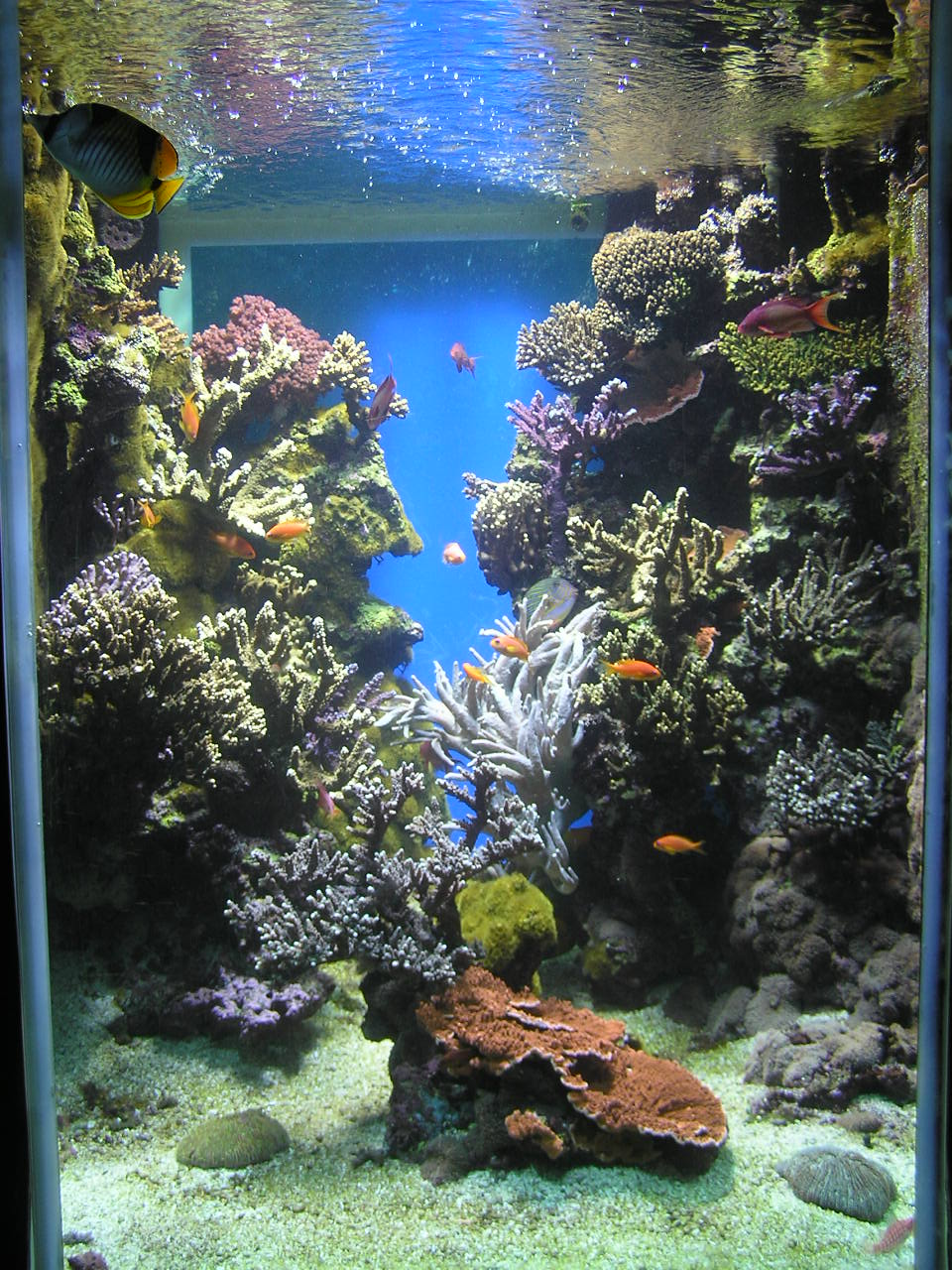
Морской аквариум

В 1877 году во Франкфурте-на Майне открывается Морской аквариум — павильон.
В 1878 году разработанный для экспозиции Всемирной выставки (Universelle) открыт Аквариум в Тракадеро (директор Пьер Карбонье). Размещенный в старом карьере на холме Шайо, напротив Эйфелевой башни, архитектурная часть аквариума учитывала пейзаж садов Трокадеро. Аквариум был крупнейшим в Европе. Закрыт в 1985 году из-за износа. Аквариум дю Трокадеро, после обширных ремонтных работ, вновь открылся в начале апреля 2006 года.
В 1881 году создана Соловецкая биологическая станция. Идея организации первой в России северной биологической станции принадлежала профессору зоологии Петербургского университета Н. П. Вагнеру.
В 1891 году организована Зоологическая станция Берлинского аквариума (Zoologische station des Berliner Aquariums) в городе Ровинь (Rovinj) недалеко от Триеста. Так как в 20-м веке эта территория переходила из рук в руки, то станция была частью как итальянских, так и югославских морских институтов. В настоящее время Центр морских исследований института «Ruder Buskovic» (Хорватия). При участии О. Гермеса производился сбор и карантинная передержка морских рыб и беспозвоночных.
В 1893 году открыт первый публичный аквариум в Нью-Йорке.
Начало XX века отмечено расцветом массовой аквариумистики.
В 1905 году в Фиуме (ныне г. Риека, с 1991 г. в составе Хорватии) по инициативе Гаусса открывается Венгерская биостанция. Зоологические станции часто носят название биологических, так как позволяют вести в течение всего года и из года в год наблюдения над распределением животных в данном море, периодическими явлениями в жизни их и т. д.
В 1907 году проведен первый международный конкурс макроподов в Дрездене.
В 1913 году построен аквариум в Берлинском зоопарке.
В 1914 году, 15 июля торжественно спущена на воду первая исследовательская подводная лодка «Лолиго». Планировалось, что её перегонят на зоологическую станцию в Ровинь… Идея построить подводную лодку специально для исследовательских целей принадлежит немецкому зоологу и меценату д-ру Шоттлендеру, который и оплатил большую часть стоимости постройки. Проект был разработан фирмой Уайтхеда (Whitehead), г. Фиуме, ныне Риека. Но начавшаяся в августе 1914 года 1-я мировая война перечеркнула все планы по использованию подлодки в исследовательских целях и она была переоборудована в боевой корабль.
Первая мировая война нанесла серьёзный ущерб аквариумистике.

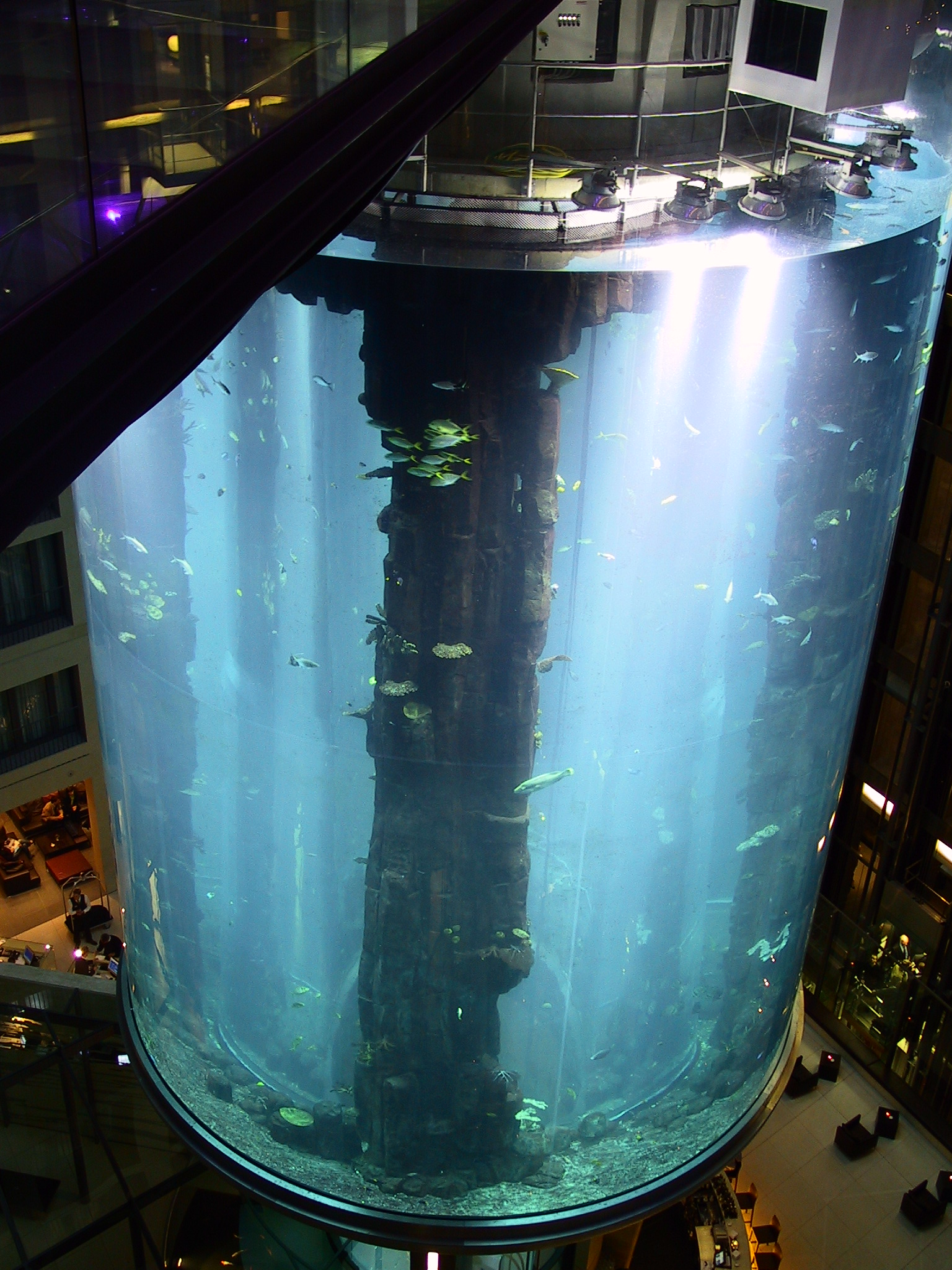
Цилиндрический аквариум, Берлин

В 1935 году в Базеле (Швейцария) основан Международного союза директоров Зоологических садов (IUDZG). Он прекратил своё существование в ходе второй мировой войны.
Вторая мировая война нанесла серьёзный ущерб аквариумистике, особенно в регионах, где проходили боевые действия. После 1945 года наибольшее количество зоолгических станций и океанариумов действовало в США.
В 1946 году в Роттердаме группой директоров зоопарков из стран-союзников и нейтральных стран IUDZG был воссоздан.
В 2000 году IUDZG был переименован в Международную ассоциацию зоопарков и аквариумов (WAZA). Открыт публичный аквариум в Мельбурне.
В 2004 году в берлинском отеле Radisson SAS открыт самый большой в мире уникальный цилиндрический аквариум, сквозь который пропущена прозрачная шахта лифта.